# Josef Ackermann
Josef Ackermann (n. 7 februarie 1948, Walenstadt⁠(d), Cantonul St. Gallen, Elveția) este un bancher elvețian. Din 2002 până în 2012 a fost director (CEO) al Deutsche Bank.